# Wings (álbum de BTS)
Wings es el segundo álbum de estudio del grupo surcoreano BTS, publicado el 10 de octubre de 2016 por el sello Big Hit en cuatro versiones diferentes —W, I, N y G— y con un total de quince temas, siete de los cuales eran canciones en solitario de cada uno de los miembros. Una reedición, llamada You Never Walk Alone, salió a la venta el 13 de febrero de 2017, en la que se incluyeron tres temas nuevos. BTS se inspiró en la novela de aprendizaje Demian de Hermann Hesse para desarrollar el concepto del disco, que se centra principalmente en la tentación y el crecimiento, además de abordar, en menor medida, la salud mental y el empoderamiento femenino.
Tuvo una recepción favorable por parte de los críticos musicales, quienes destacaron la libertad creativa que se dio a los integrantes para que participaran en el proceso de composición, así como por experimentar con distintos géneros y mostrar una nueva madurez en su material discográfico. Por otro lado, Wings consiguió un buen recibimiento comercial tanto a nivel doméstico como en el extranjero; ocupó el primer lugar en Corea del Sur y para el final de 2016 fue el álbum con las ventas más altas en ese país, mientras que en Estados Unidos y en Canadá ingresó a la Billboard 200 y a la Billboard Canadian Albums, en las posiciones 26 y 19 respectivamente, las más altas para una grabación coreana hasta ese momento. Asimismo, al alcanzar el número 62 en la UK Album Chart, llegó a ser el primer disco de un artista surcoreano en aparecer en las listas de música de Reino Unido. En conjunto, Wings y You Never Walk Alone vendieron alrededor de 1.8 millones de copias físicas en todo el mundo.
Como parte de la promoción, se lanzó inicialmente el tema «Blood Sweat & Tears» en octubre de 2016, el cual marcó el primer gran éxito de BTS. Vendió más de un millón de copias y rompió el récord impuesto por Big Bang con la canción «Lies» en 2007, del mayor número de semanas que un sencillo de un grupo masculino ha permanecido entre los cien principales de la plataforma Melon. Para febrero de 2017 se promovieron «Spring Day» y «Not Today»; el primero tuvo una acogida positiva entre el público, puesto que llegó a encabezar la Gaon Digital Chart y desde entonces ha superado 2.5 millones de descargas, en tanto que el segundo se situó en el puesto seis de la misma lista y en el dos en la Billboard World Digital Song Sales.

## Antecedentes y lanzamiento
Del 4 al 13 de septiembre de 2016, Big Hit difundió siete cortos, producidos en un formato similar al de una obra de teatro, titulados «Begin», «Lie», «Stigma», «First Love», «Reflection», «Mama» y «Awake». Cada uno fue protagonizado por uno de los miembros y comenzaba con la narración de un pasaje de Demian de Hermann Hesse, lo que llevó tanto a los fanáticos como a los medios a especular sobre la historia de los mismos. Minumsa, la editorial que distribuye el libro en Corea del Sur, divulgó en su blog varios artículos en los que analizó la relación entre los videos y la novela a partir de los elementos simbólicos que aparecen en ambos. Por otro lado, la tienda en línea BookDB reportó que durante la primera semana de septiembre, Demian había sido el vigésimo ejemplar más vendido a raíz del interés que mostraron los seguidores de BTS.

### Wings
El tráiler de Wings se reveló a través de la aplicación V Live. En este adelanto, llamado «Comeback Trailer: Boy Meets Evil», J-Hope ejecutó una coreografía en un edificio abandonado, con un extracto de lo que sería el tema introductorio del disco como música de fondo. Entre el 29 de septiembre y el 5 de octubre se lanzaron progresivamente las imágenes promocionales y, finalmente, la lista completa de canciones —en total 15—, que incluía todas las grabaciones que aparecían en los cortos. Además, el 7 de octubre apareció el avance del vídeo musical de «Blood Sweat & Tears». El grupo habló sobre el contenido del álbum, específicamente acerca del significado de las letras y su proceso de composición, tanto en un programa en directo en V Live como en una rueda de prensa.

Logo del álbum Wings: You Never Walk Alone.

### You Never Walk Alone
El 6 de octubre, Big Hit anunció que BTS estaba trabajando en una nueva grabación (aunque el estilo todavía no estaba definido). Posteriormente, la compañía confirmó que se trataba de la segunda parte de Wings y que se publicaría a inicios de 2017. Para el 2 y 3 de febrero de este año presentó las fotos conceptuales del disco en sus cuentas oficiales en Instagram, Facebook y Twitter. Cuatro días después, se dio a conocer que al repertorio se añadirían tres canciones originales y una versión extendida de un tema previo. Por otro lado, antes del lanzamiento de You Never Walk Alone, se informó que tanto «Spring Day» como «Not Today» serían los sencillos con los que se promovería. Los vídeos de cada uno salieron el 12 y 19 del mismo mes, respectivamente.

## Composición

### Wings
El grupo explicó que mientras la serie The Most Beautiful Moment in Life se enfocó en el dolor y la belleza de la juventud, Wings cuenta la historia de un chico que se enfrenta a la fascinación o incitación del mundo exterior. Para conceptualizar esta idea, utilizó como inspiración la novela Demian tanto en la planificación como durante el desarrollo del disco, puesto que ciertas temáticas que se abordan en el libro encajaron con esta. El tema de apertura, «Intro: Boy Meets Evil», hace referencia al pecado y la codicia y, según Michele Méndez de Elite Daily, «crea el ambiente propicio para el sonido general sombrío del álbum»; en la letra, J-Hope realiza una comparación entre su ambición y el veneno, ya que «si pide demasiado, sus anhelos se volverán letales» y la presenta intercambiando constantemente entre el canto y el rap, un contraste con el que además captura la tesis del disco sobre «polos opuestos coexistentes como el bien y el mal o la inocencia y la maldad». Le sigue el sencillo principal, «Blood Sweat & Tears», que es una mezcla entre el moombahton, trap y house tropical, con influencias del dancehall y del reguetón. RM comentó que «trata sobre la confusión de los jóvenes al confrontar la tentación y cómo la incertidumbre al respecto lleva a la madurez y al crecimiento».
A continuación se abren paso las canciones en solitario de cada integrante —en las que se reflejan sus vivencias y perspectivas sobre ellos mismos— con un estilo distintivo en el que se manifiesta su personalidad. Jungkook inicia con «Begin», donde expone las dificultades e inseguridad que afrontó al mudarse a Seúl cuando tenía 15 años, así como su gratitud con los otros seis miembros de BTS por la guía que le proporcionaron. Usa elementos tropicales y EDM que se evidencian especialmente en el estribillo y, a pesar de que son similares a los del disco Purpose de Justin Bieber, de acuerdo con Monique Melendez de la revista Billboard, la historia que cuenta es la que la diferencia, dado que «su letra es una carta abierta sincera que, en una rara demostración para una boyband, se centra en la hermandad del grupo». En «Lie», la voz de Jimin destaca junto a una «exuberante producción orquestal», con una transición entre violines y ritmos pop que la hacen «drámática» y con matices «oscuras». Líricamente habla sobre lidiar con los miedos de uno mismo, que se enfatiza con líneas como «Atrapado en una mentira / Sácame de este infierno / No puedo escapar de este sufrimiento / Por favor, sálvame, que estoy siendo castigado». En cambio, «Stigma» es una canción jazz y neo soul interpretada por V en la que expresa sentimientos de culpa y remordimiento por decepcionar a alguien cercano, que se entrevé en frases como «Más y más profunda, la herida solo se hace más profunda / Como un pedazo de vidrio roto que no puede dar marcha atrás / Todos los días me duele en lo más profundo de mi corazón» y «Por favor, déjame ser castigado / Perdóname por mis pecados», y que transmite a través de su «intenso» barítono, falsettos agudos y tonos bajos. El siguiente es Suga con «First Love», en la que personifica al piano como su primer amor y recapitula cómo este despertó su interés por la música cuando era niño. Tiene una estructura que se asemeja más a un monólogo que a un tema rap, en el que utiliza interludios «rápidos y entrecortados» para crear un crescendo «enérgico y emocional». Por su parte, RM confiesa sus conflictos para aceptarse a sí mismo, su ansiedad, depresión y soledad, en «Reflection», con una melodía «sombría» que sustenta su interpretación de rap. En tanto que en «Mama», J-Hope se enfoca en el cariño y agradecimiento que siente por su madre, quien lo apoyó en su sueño de convertirse en bailarín; tiene como base la música góspel e incorpora saxofones y ritmos hip hop en una combinación que revela su «presencia optimista y extravagante». Finalmente, Jin exterioriza su temor a fallar en la balada «Awake», para ello emplea una mariposa como símbolo de su deseo de «volar hacia el éxito». Tanto el trémolo en el violín como la instrumentación de piano ayudan a desarrollar una «atmósfera triste», complementada por las notas altas de Jin.
Los vocalistas de la banda cantaron la décima canción, «Lost»; musicalmente, fue descrita como «minimalista» y «elegante» con una progresión melódica que resalta la variedad de timbre y técnicas de Jin, Jimin, V y Jungkook. En cuanto a la letra, ellos se cuestionan si el camino escogido es realmente el correcto, antes de reafirmar su determinación para hacer realidad sus sueños. El álbum continúa con «BTS Cypher 4», un tema hip hop en el que los raperos del grupo —quienes han producido la serie «Cypher» desde 2013— reflexionan sobre su fama y presentan como un «manifiesto radical de amor propio». RM se refiere a él mismo como samulnori, un género musical coreano que describen cuatro elementos del clima, para demostrar cómo ha llegado a «apartar de sí el odio» y a convertirse en «alguien fuerte que contribuye a la sociedad». «Am I Wrong?» estuvo inspirada en el blues y contó con la participación del artista estadounidense Keb' Mo', quien utilizó un sample de su canción homónima de 1994. En esta, BTS critica la apatía de las personas hoy en día. Emlyn Travis para PopCrush señaló que se dio en el contexto de los escándalos de Corea del Sur de 2016, incluyendo la destitución de la presidenta Park Geun-Hye, por lo que da un mensaje sobre la «disparidad entre los políticos y los individuos a los que representan». Por otro lado, Kat Moon de Rolling Stone observó que también era una respuesta a un antiguo oficial del Ministerio de Educación de Corea del Sur, quien pidió la instauración de un sistema de castas en el país y comparó a las personas con animales, en una de las líneas de su rap, Suga dice: «Somos perros y cerdos, nos convertimos en perros y cerdos porque estamos enojados». Mientras que «21st Century Girl», según Caitlin Kelley de la revista Billboard, es «uno de los temas más feministas en el K-pop», puesto que anima a las mujeres a reconocer su valor. RM, que fue uno de los compositores, mencionó que su objetivo era alentarlas con frases como «Diles que eres fuerte, diles que eres suficiente»,You worth it, you perfect/ Deserve it, just work it («Lo vales, eres perfecta / Lo mereces, solo trabájalo») y Live your life, live your life («Vive tu vida, vive tu vida»). «2! 3!» está dedicada a sus seguidores como una muestra de gratitud en la que BTS «no puede prometerles que todo será perfecto, pero puede ayudarlos a olvidar sus problemas», en la que además comparte las dificultades que atravesó para sobresalir en la industria musical. El disco concluye con «Interlude: Wings», una canción retro dance y EDM que trata acerca de creer en uno mismo.

### You Never Walk Alone
En You Never Walk Alone se complementó el reportorio anterior con cuatro canciones, entre ellas «Spring Day» y Not Today»; la primera es una balada pop rock y de hip hop alternativo, en la que se usa las estaciones como metáfora para describir la pérdida o ausencia de un ser querido, aunque también explora temas como la nostalgia, la pena y la superación. En tanto que la segunda, de acuerdo con Herman Tamar de Billboard, es similar a sus antiguas grabaciones con conceptos antisistema: una convocatoria a «todos los desvalidos del mundo» para unirse y seguir «luchando ante una cruda y difícil realidad», así como una alusión a «romper el techo de cristal». Pertenece a los géneros hip hop y moombahton, con una instrumentación de teclados y una producción basada en sintetizadores. También se agregó la versión extendida de «Interlude: Wings», que pasó a llamarse «Outro: Wings», y que tuvo un verso adicional de J-Hope hacia el final. La última es «A Supplementary Story: You Never Walk Alone», una canción R&B lenta en la que BTS declara su amor por sus fanáticos y les «asegura que siempre estará con ellos».

## Recepción

### Comentarios de la crítica
Wings tuvo una recepción favorable por parte de los críticos de música. Neil Z. Yeung para Allmusic dijo que el álbum había supuesto un paso adelante en la madurez creativa de BTS, que le «permitió ahondar en asuntos más serios (como la salud mental, la inconformidad y el empoderamiento femenino) y en expresiones artísticas», y afirmó finalmente que «con esta amplia variedad de influencias estilísticas y contenido lírico, continúa expandiendo los límites de lo que se puede decir o hacer en el K-pop. Wings es el testimonio de que tales riesgos pueden ser a la vez sustanciales y exitosos».
Por otro lado, Jeff Benjamin de Fuse postuló que las canciones individuales crean un equilibrio en el disco y cimentan el terreno para asegurar el éxito del grupo a largo plazo: mientras promociona «Blood Sweat & Tears» y mantiene la imagen de marca, cada miembro consigue destacar y explorar su propia creatividad, a la vez que se evita centrar la atención en uno o dos de ellos en detrimento del resto. El sitio web también incluyó a Wings en la posición trece de su lista «Los 20 mejores álbumes de 2016». Por su parte, Billboard calificó al álbum como un «logro por sí mismo» y elogió la participación de BTS en su composición y producción, así como la decisión de permitir que los integrantes tuvieran un tema en solitario que reflejara sus estilos musicales personales y demostrar con ello que «pueden competir con los mejores artistas pop». La revista también calificó su música como «progresiva» al referirse a los sonidos house tropical y EDM que se usaron en la grabación, además del contenido lírico, que discute el lado oscuro de los problemas de salud mental. Similarmente, Nick Murray de la revista Rolling Stone nombró a Wings «uno de los álbumes pop más ambiciosos en cuanto a concepto y sonido de 2016».
Asimismo, su reedición You Never Walk Alone tuvo un recibimiento positivo. Varios periodistas musicales elogiaron la cohesión en las letras de las nuevas canciones y su enfoque artístico hacia un K-pop más socialmente consciente.

### Recibimiento comercial

#### Wings
Wings tuvo un éxito considerable tanto en Corea del Sur como internacionalmente. Consiguió llegar al número uno en iTunes en 27 países, incluyendo Estados Unidos, Canadá, Brasil, Chile, Panamá, Paraguay, Perú, Finlandia, Suecia, Noruega, Dinamarca, Irlanda, Eslovenia, Letonia, Rumanía, Rusia, Turquía, Tailandia, Indonesia, Laos, Malasia, Vietnam, Brunéi, Singapur, Taiwán, Hong Kong y Nueva Zelanda. El álbum alcanzó el primer lugar en múltiples listas de música de Corea del Sur, entre ellas Melon, Soribada, Genie, Mnet, Naver Music y Bugs. Superó las 500 000 copias en su semana inicial de preventas, con 200 000 unidades más que las que recibió The Most Beautiful Moment In Life: Young Forever, publicado en mayo del mismo año. Asimismo, encabezó la Gaon Album Chart y batió el récord de la mayor cantidad de ventas mensuales en Gaon, al acumular 681 924 unidades en octubre. Posteriormente se consagró como el disco más vendido del año en este país. En tanto que en Japón, entró en los rankings Oricon Chart y Billboard Japan Hot Albums en los puestos siete y once respectivamente.
En Estados Unidos se ubicó en el número 26 en la Billboard 200 con 16 000 copias; la mejor ubicación obtenida por un artista surcoreano hasta 2016. La grabación apareció por segunda semana consecutiva en esta lista, en la posición 106, ya que se vendieron casi 6000 unidades adicionales, de las que 2000 fueron descargas tradicionales. Ingresó también en las categorías World Albums e Independent Albums de Billboard, en los puestos uno y nueve, y en el 19 en la Billboard Canadian Albums. Por otro lado, en Reino Unido Wings se convirtió en el primer álbum coreano en debutar en la UK Album Chart, en el número 62.

#### You Never Walk Alone
You Never Walk Alone tuvo más de 700 000 órdenes en formato físico durante su preventa, por lo que lideró la Gaon Monthly Chart en febrero de 2017; fue la cantidad más alta registrada en los primeros seis meses de ese año en Corea del Sur. Además, estuvo en el puesto uno de la Gaon Albums Chart con 373 750 ventas en una semana, con ello la banda rompió su propia marca, previamente impuesta por Wings, de 247 426. En cambio, en China vendió 144 400 copias en la primera semana en QQ Music, mientras que en Estados Unidos ocupó el número uno en la Billboard World Albums y el 61 en la Billboard 200. Con ello, BTS extendió su récord como el único artista coreano con más entradas en esta última lista.

## Promoción

### Presentaciones en vivo

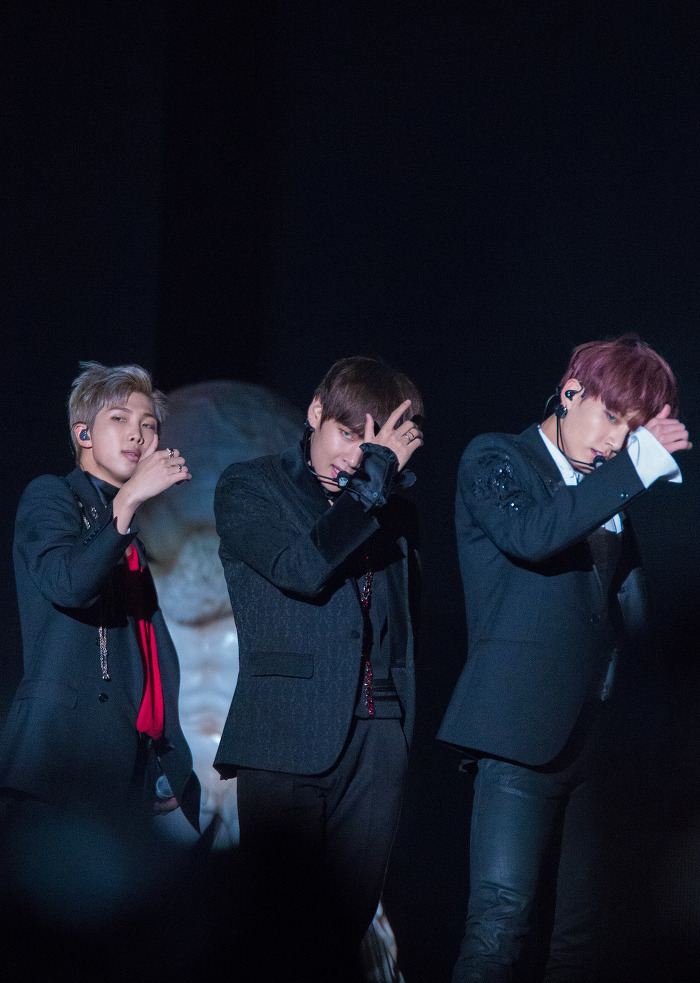
(De izquierda a derecha) RM, V y Jungkook interpretando «Blood Sweat & Tears» en los Melon Music Awards de 2016.

La promoción del disco comenzó el 13 de octubre de 2016 en el programa M Countdown, de la cadena Mnet, donde el grupo estrenó «Blood Sweat & Tears», «Am I Wrong?» y «21st Century Girls», y se extendió en toda esa semana con presentaciones en KBS Music Bank, MBC Music Core y SBS Inkigayo. Posteriormente, cantó por primera vez «Two, Three!» e «Interlude: Wings» en su tercer fan meeting,  BTS 3RD Muster [ARMY.ZIP +].
BTS interpretó «Blood Sweat & Tears» en los Melon Music Awards, el 19 de noviembre de 2016, y en los Mnet Asian Music Awards en Hong Kong, el 2 de diciembre del mismo año. Como preludio a esta actuación, Jungkook estaba suspendido sobre el escenario mientras RM leía un pasaje del libro Demian, seguido por una coreografía realizada por J-Hope y Jimin —quien la ejecutó con los ojos vendados— con una mezcla entre los temas «Intro: Boy Meets Evil» y «Lie». En tanto que, a inicios de 2017, presentó nuevamente la canción junto con «Intro: Boy Meets Evil» en los Seoul Music Awards y en los Gaon Chart Music Awards. Por otro lado, el periodo para promover You Never Walk Alone se dio entre el 22 y 26 de febrero con los dos sencillos principales del álbum, que tuvieron su debut televisivo en Corea del Sur en los programas Show Champion, M Countdown, Music Bank, Show Music Core e Inkigayo.
La banda participó en el tercer día de los MAMA 2017, el 1 de diciembre en el Asia World Expo en Hong Kong. Para su espectáculo, que duró alrededor de 17 minutos, preparó una recopilación con material lanzado en los dos últimos años, en la que incluyó «Cypher Pt.4» y «Not Today». Además, presentó «You Never Walk Alone» y «Spring Day» en los Melon Music Awards. Este último también lo interpretó en los Golden Disk Awards, en enero de 2018, al igual que «Not Today», en el primer y segundo día en los que se llevó a cabo esta ceremonia.

### The Wings Tour
El 18 de noviembre se publicó el video «2017 BTS Live Trilogy Episode III The Wings Tour Trailer» como anuncio de la siguiente gira del grupo, con la que se promocionaría tanto su álbum de estudio Wings como su reedición You Never Walk Alone. Esta comenzó el 18 de febrero de 2017 en Seúl, Corea del Sur, y finalizó el 10 de diciembre de 2017 en la misma ciudad. En total, atrajo alrededor de 550 000 personas y contó con 40 conciertos en diferentes países de Asia, Norteamérica, Oceanía y Sudamérica. En las fechas finales en Corea del Sur, el repertorio se modificó para incluir canciones de su quinto EP Love Yourself: Her.

## Reconocimientos
| Publicación | Lista                                | Posición | Ref.    |
| ----------- | ------------------------------------ | -------- | ------- |
| Allmusic    | AllMusic 2016: Álbumes pop favoritos | —        | [ 112 ] |
| Fuse        | Los 20 mejores álbumes de 2016       | 13       | [ 7 ]   |
| KultScene   | Los mejores álbumes coreanos de 2016 | —        | [ 113 ] |

| Publicación | Lista                                                | Posición | Ref.   |
| ----------- | ---------------------------------------------------- | -------- | ------ |
| Billboard   | Los 25 mejores álbumes de K-pop de la década de 2010 | 20       | [ 61 ] |

| Año  | Premios                 | Trabajo nominado     | Categoría                      | Resultado | Ref.            |
| ---- | ----------------------- | -------------------- | ------------------------------ | --------- | --------------- |
| 2016 | Mnet Asian Music Awards | Wings                | Álbum del año                  | Finalista | [ 114 ]         |
| 2017 | Gaon Chart Music Awards | Wings                | Álbum del año – 4.º trimestre  | Ganador   | [ 115 ] [ 116 ] |
| 2017 | Golden Disc Awards      | Wings                | Disco bonsang                  | Ganador   | [ 117 ] [ 118 ] |
| 2017 | Golden Disc Awards      | Wings                | Disco daesang                  | Finalista | [ 117 ] [ 118 ] |
| 2017 | Melon Music Awards      | You Never Walk Alone | Álbum del año                  | Nominado  | [ 119 ]         |
| 2017 | Seoul Music Awards      | Wings                | Álbum del año                  | Ganador   | [ 120 ] [ 121 ] |
| 2017 | Soompi Awards           | Wings                | Álbum del año                  | Ganador   | [ 122 ]         |
| 2018 | Gaon Chart Music Awards | You Never Walk Alone | Álbum del año – 1.er trimestre | Ganador   | [ 115 ]         |
| 2018 | Soompi Awards           | You Never Walk Alone | Álbum del año                  | Ganador   | [ 123 ]         |

## Lista de canciones
| Wings | |                                                                                      |                                                     |          |  |
| N.º   | Título | Escritor(es)                                                                         | Productor(es)                                       | Duración |  |
| 1.    | «Intro: Boy Meets Evil» | Pdogg J-Hope RM                                                                      | Pdogg                                               | 2:01     |  |
| 2.    | «Blood Sweat & Tears» (피 땀 눈물; Pi Ttam Nunmul)                                                                                                | Pdogg RM Suga J-Hope "Hitman" Bang Kim Do-Hoon                                       | Pdogg                                               | 3:37     |  |
| 3.    | «Begin» (Solo de Jungkook) | Tony Esterly David Quinones RM                                                       | Tony Esterly                                        | 3:49     |  |
| 4.    | «Lie» (Solo de Jimin) | Docskim Sumin "Hitman" Bang Jimin Pdogg                                              | Docskim                                             | 3:35     |  |
| 5.    | «Stigma» (Solo de V) | Philtre V Slow Rabbit "Hitman" Bang                                                  | Philtre                                             | 3:36     |  |
| 6.    | «First Love» (Solo de Suga) | Miss Kay Suga                                                                        | Miss Kay Suga                                       | 3:09     |  |
| 7.    | «Reflection» (Solo de RM) | RM Slow Rabbit                                                                       | RM Slow Rabbit                                      | 3:53     |  |
| 8.    | «Mama» (Solo de J-Hope) | Primary J-Hope Pdogg                                                                 | Primary Pdogg                                       | 3:32     |  |
| 9.    | «Awake» (Solo de Jin) | Slow Rabbit Jin J-Hope June Pdogg RM "Hitman" Bang                                   | Slow Rabbit                                         | 3:46     |  |
| 10.   | «Lost» | Pdogg Supreme Boi Peter Ibsen Richard Rawson Lee Paul Williams RM June               | Pdogg                                               | 4:01     |  |
| 11.   | «BTS Cypher 4» | Chris 'Tricky' Stewart Medor J. Pierre RM J-Hope Suga                                | Chris 'Tricky' Stewart Medor J. Pierre              | 4:54     |  |
| 12.   | «Am I Wrong?» | Keb' Mo' Sam Klempner James Reynolds Josh Wilkinson RM Supreme Boi Gaeko Pdogg Adora | Keb' Mo' Sam Klempner James Reynolds Josh Wilkinson | 3:33     |  |
| 13.   | «21st Century Girl» (21세기 소녀; Isipilsegi Sonyeo)                                                                                              | Pdogg "Hitman" Bang RM Supreme Boi                                                   | Pdogg                                               | 3:12     |  |
| 14.   | «Two! Three! (Still Wishing There Will be Better Days)» (둘! 셋! (그래도 좋은 날이 더 많기를); Dul! Ses! (Geulaedo Joh-eun Nal-i Deo Manhgileul)) | Slow Rabbit Pdogg "Hitman" Bang RM J-Hope Suga                                       | Slow Rabbit Pdogg                                   | 4:32     |  |
| 15.   | «Interlude: Wings» | Pdogg Adora RM J-Hope Suga                                                           | Pdogg                                               | 2:24     |  |
| 53:50 | |                                                                                      |                                                     |          |  |

| You Never Walk Alone |                                               |                                                               |               |          |  |
| N.º                  | Título                                        | Escritor(es)                                                  | Productor(es) | Duración |  |
| 16.                  | «Spring Day» (봄날; Bomnal)                   | Pdogg RM Adora "Hitman" Bang Arlissa Ruppert Peter Ibsen Suga | Pdogg         | 4:34     |  |
| 17.                  | «Not Today»                                   | Pdogg "Hitman" Bang RM Supreme Boi June                       | Pdogg         | 3:51     |  |
| 18.                  | «Outro: Wings»                                | Pdogg Adora RM J-Hope Suga                                    | Pdogg         | 3:45     |  |
| 19.                  | «A Supplementary Story: You Never Walk Alone» | Pdogg "Hitman" Bang RM Suga J-Hope Supreme Boi                | Pdogg         | 2:36     |  |
| 66:11                |                                               |                                                               |               |          |  |

## Posicionamiento en listas
| Lista (2016–2017)                             | Mejor posición | Mejor posición |
| Lista (2016–2017)                             | Wings          | YNWA           |
| --------------------------------------------- | -------------- | -------------- |
| Bélgica (Ultratop flamenca)                   | 72             | —              |
| Bélgica (Ultratop valona)                     | 149            | —              |
| Canadá (Canadian Albums)                      | 19             | 35             |
| Corea del Sur (Gaon Album Chart)              | 1              | 1              |
| Escocia (Official Charts Company)             | 55             | —              |
| Estados Unidos (Billboard 200)                | 26             | 61             |
| Estados Unidos (Billboard Independent Albums) | 9              | 19             |
| Estados Unidos (Billboard World Albums)       | 1              | 1              |
| Finlandia (Suomen Virallinen Lista)           | 31             | —              |
| Irlanda (IRMA)                                | 71             | —              |
| Japón (Billboard Japan Hot Albums)            | 11             | 38             |
| Japón (Oricon)                                | 7              | —              |
| Noruega (VG-lista)                            | 24             | —              |
| Nueva Zelanda (Recorded Music NZ)             | —              | 3              |
| Países Bajos (Album Top 100)                  | 68             | —              |
| Reino Unido (OCC)                             | 62             | —              |
| Suecia (Sverigetopplistan)                    | 56             | —              |
| Suiza (Schweizer Hitparade)                   | 62             | —              |

| Lista (2016–2017)                | Mejor posición | Mejor posición |
| Lista (2016–2017)                | Wings          | YNWA           |
| -------------------------------- | -------------- | -------------- |
| Corea del Sur (Gaon Album Chart) | 1              | 1              |
| Japón (Oricon)                   | 25             | —              |

| Lista                                   | Mejor posición | Mejor posición |      |      |      |      |      |      |      |
| Lista                                   | Wings          | YNWA           |      |      |      |      |      |      |      |
| 2016                                    | 2016           | 2016           | 2016 | 2016 | 2016 | 2016 | 2016 | 2016 | 2016 |
| --------------------------------------- | -------------- | -------------- | ---- | ---- | ---- | ---- | ---- | ---- | ---- |
| Corea del Sur (Gaon Album Chart)        | 1              | —              |      |      |      |      |      |      |      |
| Estados Unidos (Billboard World Albums) | 6              | —              |      |      |      |      |      |      |      |
| Japón (Oricon)                          | 204            | —              |      |      |      |      |      |      |      |
| 2017                                    |                |                |      |      |      |      |      |      |      |
| Corea del Sur (Gaon Album Chart)        | 35             | 3              |      |      |      |      |      |      |      |
| Estados Unidos (Billboard World Albums) | 9              | 11             |      |      |      |      |      |      |      |
| 2018                                    |                |                |      |      |      |      |      |      |      |
| Corea del Sur (Gaon Album Chart)        | 34             | 42             |      |      |      |      |      |      |      |
| 2019                                    |                |                |      |      |      |      |      |      |      |
| Corea del Sur (Gaon Album Chart)        | 42             | 48             |      |      |      |      |      |      |      |
| Hungría (MAHASZ)                        | —              | 97             |      |      |      |      |      |      |      |
| 2020                                    |                |                |      |      |      |      |      |      |      |
| Corea del Sur (Gaon Album Chart)        | 68             | 74             |      |      |      |      |      |      |      |

## Certificaciones y ventas
| País (organismo certificador) | Certificación | Certificación        | Unidades certificadas/Ventas | Unidades certificadas/Ventas |
| País (organismo certificador) | Wings         | You Never Walk Alone | Wings                        | You Never Walk Alone         |
| ----------------------------- | ------------- | -------------------- | ---------------------------- | ---------------------------- |
| China (QQ Music)              | —             | —                    | 156 693                      | 284 875                      |
| Corea (KMCA)                  | —             | —                    | 1 457 817                    | 1 345 568                    |
| Estados Unidos (RIAA)         | —             | —                    | 23 000                       | —                            |
| Japón (RIAJ)                  | —             | —                    | 57 421                       | 57 421                       |
| Reino Unido (BPI)             | —             | Plata                | —                            | 60 000                       |

## Historial de lanzamientos
| Edición              | País          | Fecha                  | Formato              | Distribuidora   |
| -------------------- | ------------- | ---------------------- | -------------------- | --------------- |
| Wings                | Corea del Sur | 10 de octubre de 2016  | CD, descarga digital | Big Hit         |
| Wings                | Varios        | 10 de octubre de 2016  | Descarga digital     | Big Hit         |
| Wings                | Japón         | 12 de octubre de 2016  | CD                   | Pony Canyon     |
| Wings                | Malasia       | 17 de octubre de 2016  | CD, descarga digital | Universal Music |
| Wings                | Taiwán        | 4 de noviembre de 2016 | CD, descarga digital | Universal Music |
| You Never Walk Alone | Corea del Sur | 13 de febrero de 2017  | CD, descarga digital | Big Hit         |
| You Never Walk Alone | Varios        | 13 de febrero de 2017  | Descarga digital     | Big Hit         |